# Hauke Brettel
Hauke Brettel (* 1970 in Oldenburg) ist ein deutscher Mediziner, Rechtswissenschaftler und Kriminologe.

## Werdegang
Hauke Brettel ist das dritte von vier Kindern des Rechtsmediziners Hans-Friedrich Brettel (* 1936), Professor im Ruhestand der Universität Frankfurt am Main und dessen Ehefrau Hede, geborene Bruns. Sein älterer Bruder Malte Brettel (* 1967) hat den Lehrstuhl Wirtschaftswissenschaften an der RWTH Aachen inne.
Nach Studium und ärztlicher Prüfung wurde Brettel 1997 an der Universität Frankfurt am Main zum Doktor der Medizin promoviert. Darauf folgte ein Studium der Rechtswissenschaften. Nach der zweiten juristischen Staatsprüfung wurde Brettel als Rechtsanwalt und Mitarbeiter am Mainzer Lehrstuhl von Michael Bock tätig. Dort wurde er 2006 als Doktor der Rechte promoviert und 2010 habilitiert. Es folgten zwei Jahre als Richter im hessischen Justizdienst. Von Oktober 2012 bis September 2015 war Brettel Professor für Strafrecht, Kriminologie und Medizinrecht an der Philipps-Universität Marburg. Am 1. Oktober 2015 wurde er Nachfolger seines kriminologischen Lehrers Michael Bock auf dem Lehrstuhl für Kriminologie, Jugendstrafrecht, Strafvollzug und Strafrecht der Universität Mainz.
Schwerpunkte seiner wissenschaftlichen Arbeit sind Medizin- und Wirtschaftsstrafrecht, Kartellbußgeldrecht und Maßregelrecht. Außerdem setzte er sich mit der Früherkennung krimineller Gefährdung auseinander, wobei er sich an der Methode der idealtypisch-vergleichenden Einzelfallanalyse orientierte.

## Schriften (Auswahl)
- Spezifische Einflüsse auf die Schuldfähigkeit jugendlicher Straftäter. Medizinische Dissertationsschrift, Frankfurt am Main 1997.
- Tatverleugnung und Strafrestaussetzung. Ein Beitrag zur Praxis der Kriminalprognose. Juristische Dissertationsschrift, Duncker & Humblot, Berlin 2007. ISBN 978-3-428-12320-9.
- Mitarbeit an Hans Göppinger: Kriminologie, 6. Auflage, (Herausgeber Michael Bock): § 14 Grundlagen der Kriminalprognose, S. 226–248; § 27 Drogenkriminalität, S. 444–474; § 28 Gewaltkriminalität, S. 474–502; § 29 Sexualkriminalität, S. 502–539, Beck, München 2008, ISBN 3-406-55509-8.
- Ärztliche Begutachtung im Sozialrecht. Ein Praxisleitfaden für den medizinischen Sachverständigen und seine Auftraggeber (mit Helmut Vogt). ecomed Medizin, Heidelberg 2010, ISBN 978-3-609-16404-5 (Zweite Auflage 2014, ISBN 978-3-609-16487-8).
- Wirtschaftsstrafrecht (mit Hendrik Schneider). Nomos, Baden-Baden 2014, ISBN 978-3-8487-0590-0.
- Compliance und Unternehmensverantwortlichkeit im Kartellrecht (mit Stefan Thomas). Mohr Siebeck, Tübingen 2016, ISBN 978-3-16-154652-5.